# Otto von Camphausen
Otto von Camphausen, född 21 oktober 1812 i Hünshoven, departementet Roer, Frankrike, död 18 maj 1896 i Berlin, var en preussisk politiker. Han var bror till Ludolf Camphausen.
von Camphausen var 1849 och 1850–1852 medlem av Preussens andra kammare och 1850 även av Erfurtförsamlingens folkvalda representation, där han hela tiden tillhörde en moderat-liberal riktning. Han var 1868–1878 finansminister och inlade som sådan stora förtjänster. von Camphausens politik kännetecknades av sympatier för frihandelssystemet, och han befordrade under Otto von Bismarcks långvariga frånvaro från tjänsteutövningen en utveckling mot frihandel. Sedan Albrecht von Roon 1873 dragit sig tillbaka, blev von Camphausen president i statsministerkollegiet och kunde som sådan utöva stort inflytande. von Camphausen förlorade till slut Bismarcks förtroende och avgick, sedan från 1878 en ny, mera protektionistisk ekonomisk politik börjat föras.